# Vyacheslav Kravtsov
Viatcheslav Kravtsov (en ukrainien : Вячеслав Кравцов), né le 25 août 1987 à Odessa, dans la République socialiste soviétique d'Ukraine, est un joueur ukrainien de basket-ball. Il joue au poste de pivot.

## Biographie
Kravtsov se présente à la draft 2009 de la NBA, mais n'est pas choisi. Il joue en summer league dans l'équipe des Celtics de Boston à l'été 2010 mais ne trouve pas de place en NBA.
Considéré comme un bon défénseur, rebondeur et contreur, il signe un contrat avec les Pistons de Détroit en juillet 2012,.
Le 31 juillet 2013, Kravtsov est transféré aux Bucks de Milwaukee avec Brandon Knight et Khris Middleton en échange de Brandon Jennings.
Le 28 août 2013, il est transféré aux Suns de Phoenix avec Ish Smith contre Caron Butler.
Le 1er mars 2014, il est coupé par les Suns.